# Эксперимент Кавендиша

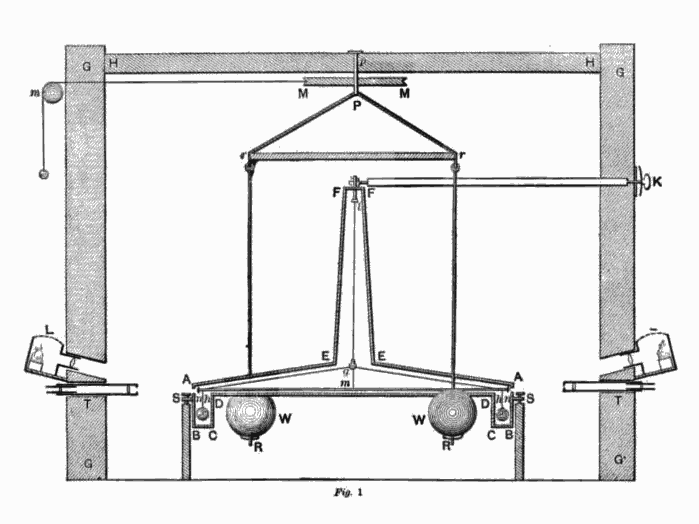
Вертикальный разрез крутильных весов (рисунок 1 из статьи Кавендиша) с защищающей их конструкцией GGGG. ABCDDCBAEFFEA — неподвижный деревянный кожух, внутри которого подвешены крутильные весы, m — тонкий деревянный стержень коромысла, g — растяжка из тонкой серебряной проволоки, сообщающая жёсткость коромыслу, X — малые шары, подвешенные к коромыслу на проволоке, K — рукоятка механизма первоначальной установки коромысла, RrPrR — поворотная ферма, с закреплёнными на ней большими шарами W, MM — шкив поворотного механизма фермы, L — осветительные приборы, T — телескопы для наблюдения за отклонением коромысла через остеклённые отверстия в торцевых стенках кожуха, напротив концов коромысла.

Эксперимент Кавендиша — опыт, проведённый в 1797—1798 годах британским учёным Генри Кавендишем с целью определения средней плотности Земли, что впоследствии позволило вычислить её массу из радиуса Земли, определить массы Луны, Солнца и остальных планет Солнечной системы. Измерения плотности Земли с использованием маятников выполнялись до Кавендиша, но точность этих измерений была недостаточной. Хотя значение универсальной гравитационной постоянной также можно было определить по плотности Земли и в некоторых источниках оно приводится со ссылкой на Кавендиша, но в его статье значение указано не было.
Кавендиш усовершенствовал устройство, названное крутильными весами, разработанное примерно в 1783 году Джоном Мичеллом, который умер, не сумев завершить предложенный им эксперимент. Результат, полученный Кавендишем, заключался в том, что средняя плотность Земли составляла 5,437 г/см3, что всего на 1,4 % ниже принятого в настоящее время значения 5,515 г/см3. Использование крутильных весов для определения гравитационной постоянной или тестирования закона всемирного тяготения на малых расстояниях происходит и в современной истории, но с использованием всё более точных измерений.

## Предыстория

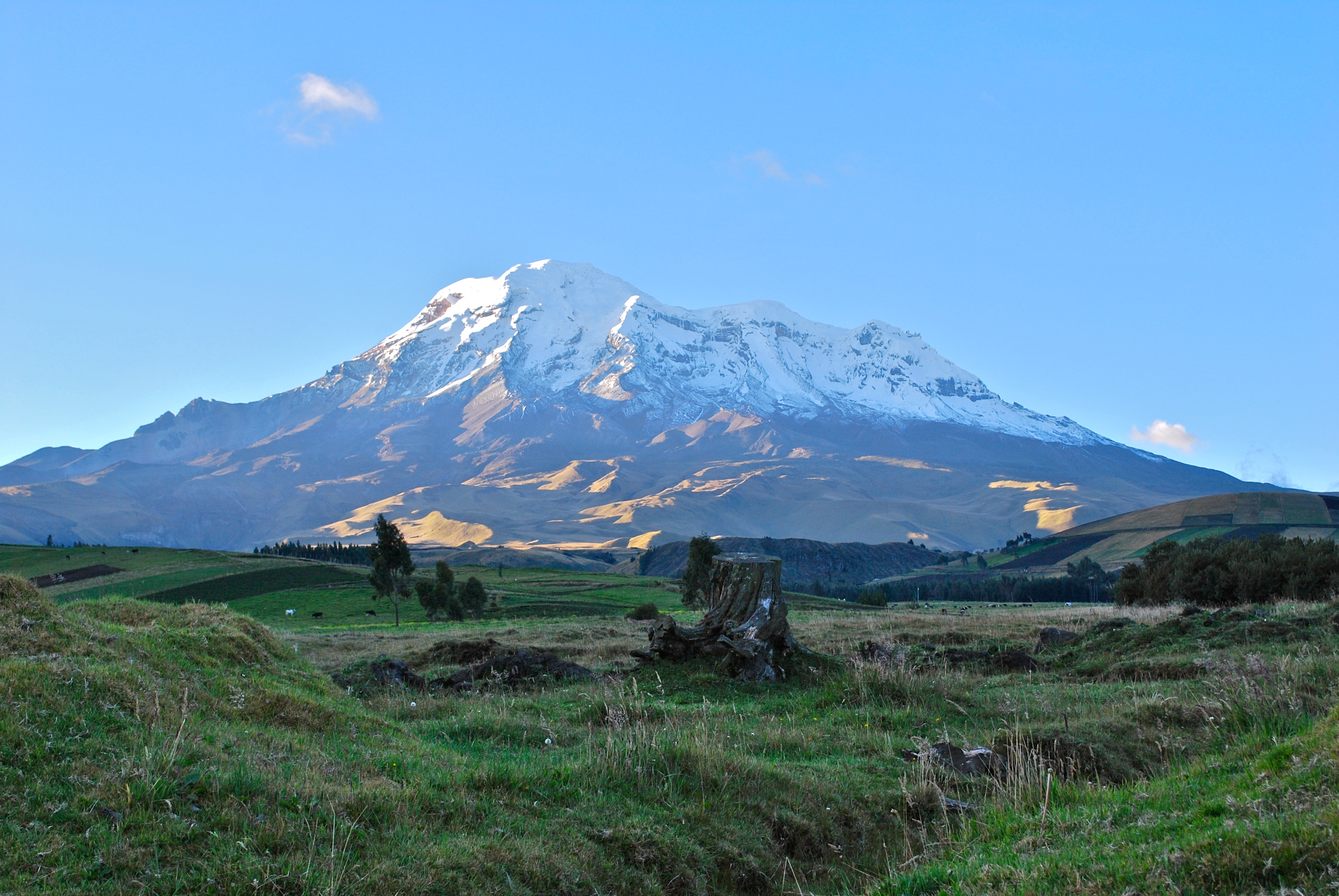
Вулкан Чимборасо в Республике Эквадор.

Отклонение отвеса в районе горы.

Одна из первых попыток определения плотности Земли была предпринята профессором гидрографии Гавра французом Пьером Бугером во время геодезической миссии в Перу в 1735—1739 годы. Бугер провёл несколько экспериментов, чтобы определить взаимосвязь между плотностью вулкана Чимборасо и средней плотностью Земли, на основании отклонения от вертикали отвеса вблизи этой большой горы. Исаак Ньютон ранее рассматривал проведение эксперимента как практическую демонстрацию созданной им теории гравитации в своём сочинении «Начала», но в конце концов отверг эту идею. Результаты Бугера были не очень хорошими, так как одно измерение давало плотность Земли в четыре раза больше плотности горы, а другое в двенадцать раз больше.

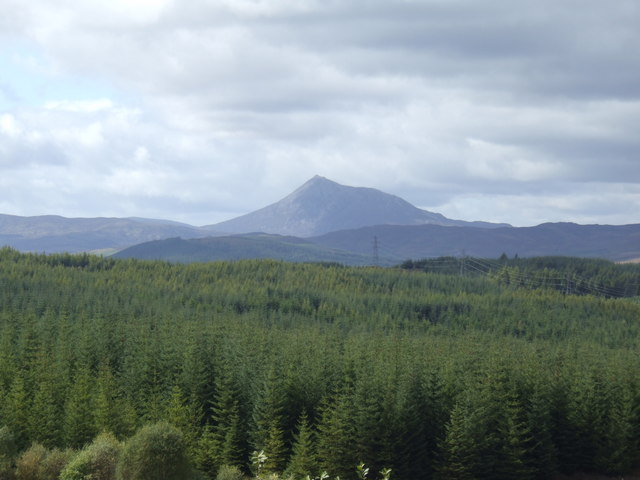
Гора Шихаллион

Второй эксперимент по определению плотности Земли — это эксперимент Шихаллона середины 1774 года. В 1772 году комитет учёных из Лондонского королевского общества, в который входили Королевский астроном, преподобный Невил Маскелайн, Генри Кавендиш, Бенджамин Франклин, Дэйнс Баррингтон и преподобный Сэмюэл Хорсли, был убеждён, что они могут определить притяжение горы по отклонению отвеса, и летом 1773 года астроному Чарльзу Мейсону было поручено выбрать гору. Мейсон выбрал шотландскую гору Шихаллион в графстве Пертшир из-за её симметрии и изолированности. Эксперимент проводил Маскелайн, а данные обрабатывал Чарльз Хаттон. Окончательные результаты показали, что плотность Земли соответствует 4,500 г/см³, что на 20 % ниже принятого в настоящее время значения 5,515 г/см³.
Примерно в 1768 году преподобный Джон Мичелл, британский физик и геолог, также спроектировал и построил крутильные весы с целью определения средней плотности Земли. Этот прибор был похож на тот, который разработал француз Шарль Огюстен де Кулон, который использовал его для измерения небольших притяжений и отталкиваний электрических зарядов в 1784 году. Мичелл, похоже, не знал о работе Кулона, когда разрабатывал свои крутильные весы. Однако он умер, так и не сумев завершить придуманный им эксперимент, а построенный инструмент унаследовал преподобный Фрэнсис Джон Хайд Волластон, профессор натурфилософии Кембриджского университета, который передал его Генри Кавендишу; оба были членами Королевского общества.
Определение плотности Земли было важно в то время по нескольким причинам:
1. Оно бы усилило ньютоновскую физику, соединив принцип всемирного тяготения, объединивший небесную и земную механику, с геологией[2].
2. В области геологии, в конце XVIII века возникла полемика между двумя представлениями о внутреннем составе Земли: нептунианской теорией немца Авраама Готлоба Вернера, считавшего океан, воду, ответственными за образование минерального царства, и плутоновской теорией шотландца Джеймса Геттона, который приписывает основные земные геологические образования внутреннему теплу Земли. Следовательно, определение средней земной плотности позволило бы выяснить твёрдость или текучесть недр планеты[2].
3. Плотность Земли позволяла вычислить её массу, а это требовалось в астрономии восемнадцатого века, поскольку уже известные соотношения масс Луны, Солнца и остальных планет Солнечной системы можно было определить из этого значения[2].

## Эксперимент

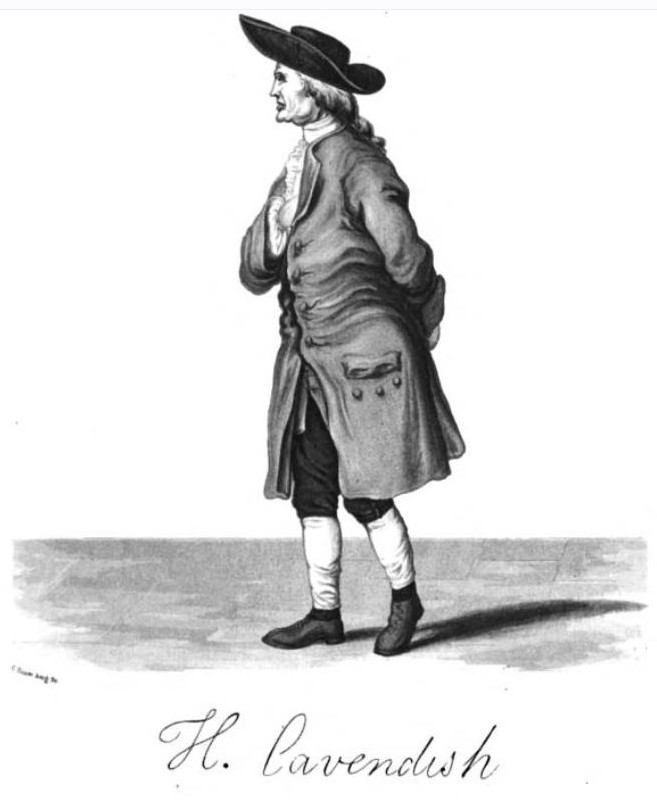
Генри Кавендиш

Генри Кавендиш начал свои эксперименты летом 1797 года в возрасте 67 лет в саду своего дома в Клапем-Коммоне, ныне жилом районе на юге Лондона, где он поместил крутильные весы внутри комнаты здания размером 17,7×7,9 м. Первый эксперимент он провёл 5 августа 1797 года, и до 23 сентября провёл ещё семь опытов. Семь месяцев спустя, между 29 апреля и 30 мая 1798 года, он сделал ещё девять серий наблюдений, и последние два эксперимента — с помощью своего секретаря Джорджа Гилпина.
Обычно можно найти много книг, в которых ошибочно утверждается, что целью Кавендиша было определение гравитационной постоянной {\textstyle G}, и об этой ошибке сообщали несколько авторов. На самом деле единственной целью Кавендиша было определение плотности Земли, что он называл «взвешиванием мира». Гравитационная постоянная не фигурирует в оригинальной статье Кавендиша 1798 года «Эксперименты по определению плотности Земли» (англ. Experiments to Determine the Density of the Earth) и нет никаких указаний на то, что он рассматривал её определение как экспериментальную цель. Одно из первых упоминаний о {\textstyle G}, обозначенное как {\textstyle f}, появляется в 1844 году в 4-м издании книги Николя Дегена (фр. Nicolas Deguin) Cours élémentaire de Physique, но без написания полной формулы закона всемирного тяготения Ньютона. Впервые полная формула была написана в 1873 году в мемуарах Мари-Альфреда Корню и Батистена Байля «Новое определение постоянной притяжения и средней плотности Земли» (фр. Détermination nouvelle de la constante de l'attraction et de la densité moyenne de la Terre) в виде:
{\displaystyle F=f\cdot {\frac {m\cdot m'}{r^{2}}}\,.}

### Крутильные весы

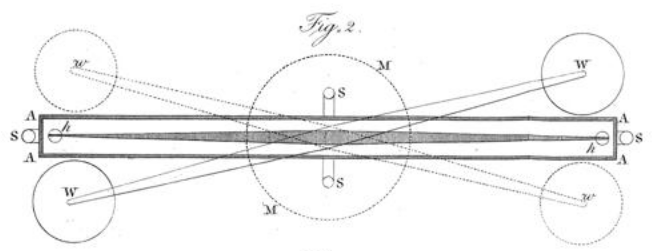
Вид сверху на крутильные весы (рисунок 2 статьи Кавендиша). Схема горизонтального рычага с двумя маленькими сферами b и большими сферами в двух разных положениях (WW и ww).

Крутильные весы Мичелла, перестроенные и улучшенные Кавендишем, состояли из нескольких частей:

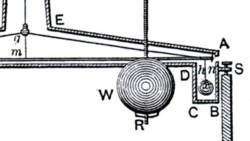
Деталь крутильных весов (рисунок 1 статьи Кавендиша). W — толстая сфера, x — маленькая сфера. Деревянный ящик, закрывающий коромысло, — это ABCD. n представляет собой апертуру, через которую можно наблюдать градуированную шкалу h.

1. Горизонтальное деревянное коромысло незначительной массы и длиной 183 см (6 футов) было подвешено на тонкой проволоке длиной 102 см (40 дюймов) прямо посередине. На каждом конце коромысла находилась небольшая свинцовая сфера диаметром 5,08 см (2 дюйма) с массой 0,73 кг (b на рисунках)[7]. Всё заключено в ящик из красного дерева, АААА, для предотвращения сквозняков и перепадов температуры, с небольшими отверстиями на торцах, закрытыми стеклом, что позволяло наблюдать за положением этих сфер. Небольшая сила позволяла этому горизонтальному коромыслу вращаться вокруг оси вращения, отмеченной проволокой, если та была достаточно тонкой[8][6].
2. Рядом с каждой из вышеупомянутых сфер b у Кавендиша была ещё одна неподвижная сфера, также сделанная из свинца, но гораздо более тяжёлая, 158 кг[14] (диаметром около 1 фута). Они указаны на рисунках в двух разных позициях, WW и ww. Чтобы разместить их очень близко к маленьким сферам, Кавендиш разработал механизм, который активирует их перемещение на расстоянии, чтобы избежать помех — отмечено как ММ. Гравитационное действие этих сфер должно было притягивать маленькие сферы к шарам на коромысле, производя небольшое закручивание проволоки[6][15].
3. Чтобы измерить отклонение малых сфер, Кавендиш расположил градуированную шкалу из слоновой кости внутри деревянного ящика, защищающего коромысло, расположенную рядом с маленькими сферами и освещённую лучом света снаружи. Шкала имела отдельные деления на расстоянии 0,13 см (1/20 дюйма). На конце коромысла находился небольшой кусочек слоновой кости, выполнявший роль шкалы нониуса и разделявший деления шкалы на 5 частей, то есть величиной около 0,25 мм[6][1]. На многих схемах крутильных весов, встречающихся в литературе, указано, что несущая проволока имела зеркало, позволяющее наблюдать за производимым отклонением. Эта система является усовершенствованием, сделанным после эксперимента Кавендиша другими исследователями. Кавендиш измерял отклонение прямо на шкале возле маленьких сфер[2].
4. Для предотвращения возмущений, вызванных сквозняками и колебаниями температуры, Кавендиш поместил весы в закрытой комнате, на рисунке обозначенном вершинами GGGG. Большие сферы можно было перемещать из другой соседней комнаты с помощью механизма, обозначенного PRR, активируемого в точке m. И он мог также измерить небольшое кручение весов с помощью телескопа, отмеченного буквой Т, чтобы наблюдать отклонения на шкале из слоновой кости, освещённой светом от свечей, отмеченной буквой l[2].

Крутильные весы были удивительно точны для своего времени. Сила кручения, создаваемая притяжением шаров, была очень мала, 1,74 · 10−7 Н, что примерно равно 24 · 10−9 веса маленьких шаров. Эквивалентно силе, необходимой для удержания 0,0155 мг вещества. При подъёме песчинки диаметром 1 мм требуется усилие, примерно в 90 раз превышающее силу, измеренную по шкале Кавендиша.

### Метод Кавендиша

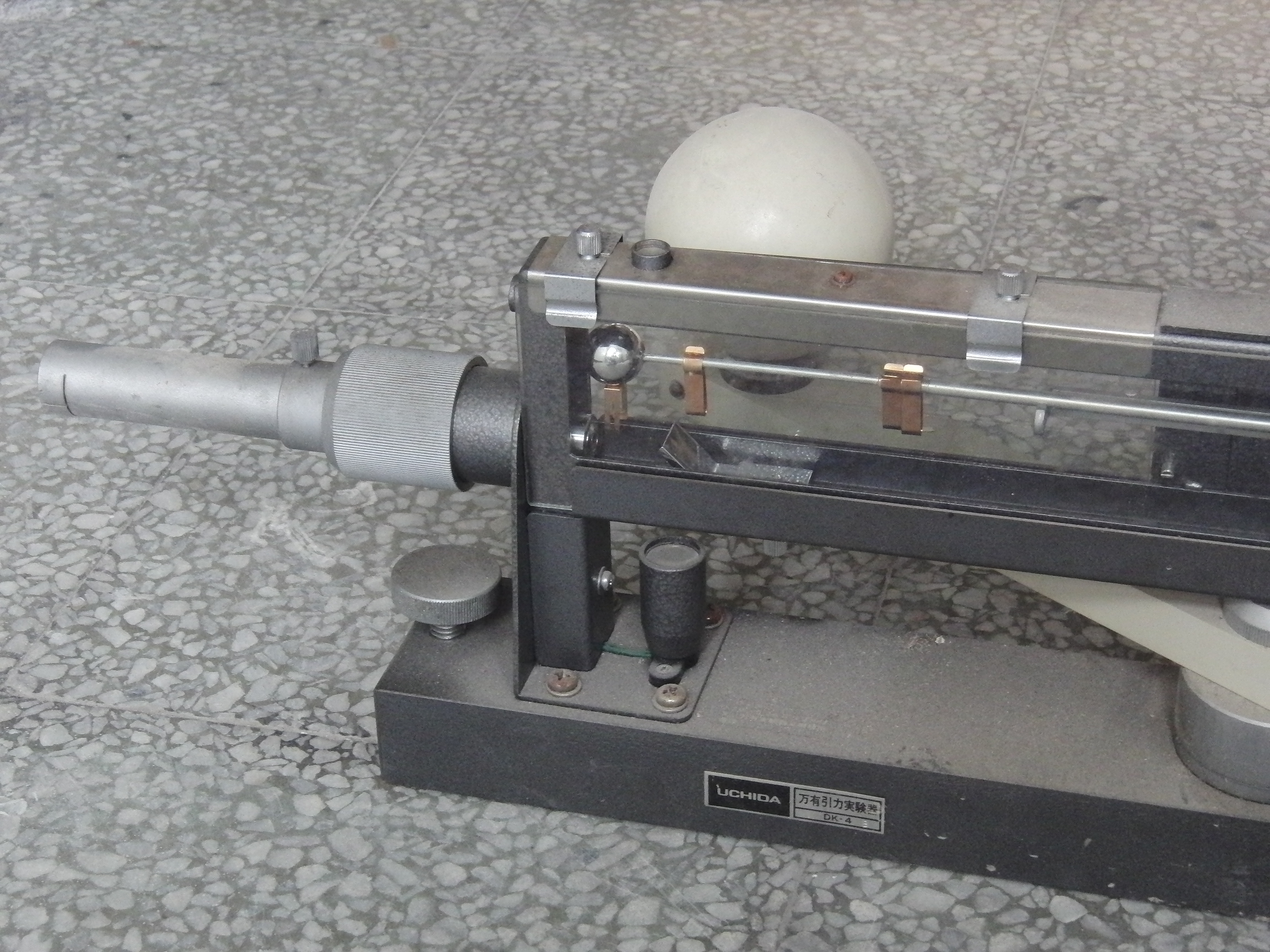
Один конец современных крутильных весов, предназначенных для демонстрации эксперимента Кавендиша

Закон всемирного тяготения Ньютона гласит, что масса M притягивает другую массу m с силой F, пропорциональной произведению M · m и обратно пропорциональной квадрату расстояния r, разделяющего их.

Метод Кавендиша, используемый для расчёта плотности Земли, заключался в измерении периода колебаний горизонтального коромысла, которое колеблется, приближаясь к большой сфере и удаляясь от неё.
Когда большая сфера приближается на небольшое расстояние (9 дюймов или 22,9 см) к маленькой сфере, то сила гравитационного притяжения становится чувствительной и коромысло с маленькими сферами начинает вращаться в сторону больших сфер. По мере приближения малых сфер к более крупным сила притяжения увеличивается, так как она обратно пропорциональна расстоянию между их центрами, {\displaystyle F\propto 1/r^{2}\,}. В то же время это вызывает скручивание проволоки, поддерживающей коромысло, и возвращающую силу, противодействующую скручиванию. Эта рекуперативная сила увеличивается по мере приближения маленьких сфер к большим, поскольку она пропорциональна углу вращения (закон Гука), пока не сравняется с силой, которая их притягивает. В это время силы уравновешиваются, но коромысло с маленькими сферами обладает определённой скоростью (инерцией), что заставляет её продолжать движение в том же направлении. Однако сила возврата, противодействующая движению, становится больше, чем сила гравитационного притяжения, и успевает остановить движение коромысла. Таким образом, маленькие сферы останавливаются и меняют направление своего движения. Когда они снова проходят через положение равновесия, их скорость не равна нулю, что заставляет их продолжать движение. Сила кручения теперь действует в том же направлении, что и гравитационное притяжение, тормозя оба коромысла, и движение сфер медленно останавливается. Затем сферы начинают двигаться в противоположном направлении. То есть совершается колебательное движение, подобное движению простого маятника.
Период колебаний, измеренный Кавендишем, составил около 15 минут, что даёт представление о медленном движении коромысла. Кавендиш измерил время трёх полных колебаний, а затем определил период, разделив общее время на количество колебаний. Можно показать, что период связан с силой тяжести и силой восстановления проволоки. Колебание затухает и его амплитуда, не превышающая 2 см, несколько уменьшается при каждом колебании, хотя это и не влияет на не зависящий от него период. Чтобы полностью прекратить колебательное движение, потребовалось много часов, но вскоре Кавендиш изменил положение больших сфер на другой стороне и сумел реактивировать колебания и провести новые измерения.

Определив период этих малых колебаний, можно вычислить силу гравитационного притяжения малого шара со стороны большого шара известной массы М и сравнить её с силой притяжения такого же малого шара к Земле. Таким образом, Земля может быть описана как в N раз более массивная, чем толстая сфера. Все это основано на теории всемирного тяготения Исаака Ньютона, согласно которой сила притяжения пропорциональна произведению масс M и m и обратно пропорциональна квадрату расстояния r между ними
После того как были произведены расчёты и сделан ряд поправок, результат, полученный Кавендишем, состоял в том, что средняя плотность Земли в 5,448 раз превышала плотность воды при температуре от 19°С до 21°С (0,998 г/см3). Эта величина отличается всего на 1,4 % от принятого в настоящее время значения, что в 5,526 раз больше плотности воды, или 5,515 г/см3.
Несмотря на то, что опыт Кавендиша считается первым определением гравитационной постоянной, он не только не приводил её значение, но и не мог сослаться на закон всемирного тяготения в современной форме, потому, что до конца XIX века его так не записывали. В его время не существовало единства среди учёных в определении силы, периода колебаний и рассуждения велись с использованием сравнений и аналогий. Для математического анализа Кавендиш использовал аналогию крутильных весов с математическим маятником, период которого известен. Для математического маятника в крайнем положении возвращающая сила {\displaystyle F_{0}} действует на вес груза {\displaystyle W} и стремится вернуть его в положение равновесия. Длина дуги на которую сдвинут груз {\displaystyle S} относится к длине подвеса {\displaystyle l} как {\displaystyle F_{0}/W\,.} Для математического маятника период равен {\displaystyle T_{0}\,.} Он связан с периодом крутильного маятника {\displaystyle T} под действием другой силы {\displaystyle F} соотношением {\displaystyle F/F_{0}=T_{0}^{2}/T^{2}\,.} С одной стороны возвращающая сила, действующая на крутильные весы запишется в виде {\displaystyle F=W\cdot S/l\cdot T_{0}^{2}/T^{2}}. Эксперимент позволил определить {\displaystyle F/T=B/(818T^{2})\,,} где B — число делений шкалы крутильных весов. С другой стороны Кавендиш рассмотрел отношение притяжения двух свинцовых сфер к весу груза (то есть его притяжение к Земле). Вместо свинца он рассмотрел шар аналогичной массы из воды. Тогда {\displaystyle {\frac {F}{W}}=10,64\times 0,9779\times \left({\frac {6}{8,85}}\right)^{2}\left({\frac {D_{w}d_{w}^{3}}{d_{w}^{2}}}\right)\left({\frac {d_{e}^{2}}{D_{e}d_{e}^{3}}}\right)\,,} где индексы {\displaystyle _{w}} и {\displaystyle _{e}} относятся к воде и Земле, {\displaystyle D} — плотность, {\displaystyle d} — диаметр, 10,64 — коэффициент разницы массы между шаром из свинца и шаром из воды радиусом 1 фут, 0,9779 — коэффициент, введённый для устранения ошибки в измерениях, а отношение 6/8,86 есть отношение радиуса сферы воды к расстоянию между центрами шаров в дюймах. Теперь можно выделить относительную плотность Земли, зная её диаметр (41800000 футов): {\displaystyle D={\frac {D_{e}}{D_{w}}}={\frac {818T^{2}}{8739000B}}}. Кавендиш провёл три измерения и взял среднее значение, которое оказалось неправильным из-за арифметической ошибки. Её исправил Бэйли и получил значение {\displaystyle D=5,448}.

### Математическая формулировка

Схема крутильных весов Кавендиша. Установка измеряет силу притяжения между массами и для получения значения гравитационной постоянной — масса неподвижных свинцовых шаров, — масса подвижных свинцовых шариков, — сила притяжения между каждой парой шариков, — угол закручивания упругой нити подвеса, — коэффициент жёсткости торсионного подвеса, — расстояние между центрами шаров при закрученной нити подвеса, — расстояние между центрами маленьких шариков.

Определения терминов, используемых в формулах, приведены в подписи в конце этого раздела.
Приведённый ниже вывод формулы для определения плотности Земли использует современную терминологию. Он не соответствует методу, которому следовал Кавендиш.
Момент силы {\displaystyle \tau }, по определению является произведением силы на расстояние, отделяющее точку её приложения от оси вращения. Это соответствует произведению гравитационного притяжения между двумя сферами F и расстояния между каждой маленькой сферой и осью вращения коромысла, несущей две маленькие сферы, L/2. Так как имеются две пары сфер (2 большие и 2 маленькие) и каждая пара создаёт силу на расстоянии L/2 от оси весов, то момент силы равен 2·F·L/2 = F·L. В крутильных маятниках, как и в крутильных весах, момент силы {\displaystyle \tau }, пропорционален углу поворота {\displaystyle \theta } весов, константой пропорциональности выступает коэффициент кручения, {\displaystyle \kappa }, это {\displaystyle \tau =\kappa \cdot \theta }. Таким образом, приравнивая обе формулы, получается следующее выражение:
{\displaystyle \kappa \cdot \theta \ =L\cdot F\,.\qquad \qquad \qquad (1)}
Сила гравитационного притяжения F между маленькой сферой массы m и большой сферой массы M, расстояние между центрами которых равно r, определяется выражением закона всемирного тяготения Исаака Ньютона:
{\displaystyle F=G\cdot {\frac {m\cdot M}{r^{2}}}\,.}
Подставив это выражение для F в уравнение (1), получается
{\displaystyle \kappa \cdot \theta \ =L\cdot G\cdot {\frac {m\cdot M}{r^{2}}}\,.\qquad \qquad \qquad (2)}
Для определения коэффициента крутящего момента {\displaystyle \kappa \,}, проволоки, можно измерить собственный период колебаний T крутильных весов, который выражается через момент инерции, I, и коэффициент кручения {\displaystyle \kappa }, согласно выражению
{\displaystyle T=2\cdot \pi \cdot {\sqrt {I/\kappa }}\,.\qquad \qquad \qquad (3)}
Учитывая, что масса деревянного коромысла пренебрежимо мала по сравнению с массами маленьких сфер, момент инерции весов обусловлен только двумя маленькими сферами и справедливо равенство:
{\displaystyle I=m\cdot (L/2)^{2}+m\cdot (L/2)^{2}=m\cdot L^{2}/2\,,}
где выражение (3) можно заменить и период примет вид
{\displaystyle T=2\cdot \pi \cdot {\sqrt {\frac {m\cdot L^{2}}{2\cdot \kappa }}}\,.}
Выразив из предыдущей формулы {\displaystyle \kappa }
{\displaystyle \kappa ={\frac {2\cdot \pi ^{2}\cdot m\cdot L^{2}}{T^{2}}}\,,}
в выражении (2) можно произвести замену и перестановку, выделив константу G:
{\displaystyle G={\frac {2\cdot \pi ^{2}\cdot L\cdot r^{2}}{M\cdot T^{2}}}\cdot \theta \,.\qquad \qquad \qquad (4)}
Притяжение, оказываемое Землёй на массу m (массу маленьких сфер), находящуюся вблизи её поверхности, то есть на её вес, составляет:
{\displaystyle m\cdot g=G\cdot {\frac {m\cdot M_{Terra}}{R_{Terra}^{2}}}\,.}
Выделяя массу Земли, получается выражение
{\displaystyle M_{Terra}={\frac {g\cdot R_{Terra}^{2}}{G}}\,.}
Подставляя значение G из периода колебаний, получаем массу Земли
{\displaystyle M_{Terra}={\frac {g\cdot R_{Terra}^{2}}{{\frac {2\cdot \pi ^{2}\cdot L\cdot r^{2}}{M\cdot T^{2}}}\cdot \theta }}={\frac {g\cdot R_{Terra}^{2}\cdot M\cdot T^{2}}{2\cdot \pi ^{2}\cdot L\cdot r^{2}\cdot \theta }}\,.}
Плотность Земли, {\displaystyle \rho _{Terra}}, это отношение её массы, {\displaystyle M_{Terra}} к её объёму — объёму шара:
{\displaystyle \rho _{Terra}={\frac {M_{Terra}}{{\frac {4}{3}}\cdot \pi \cdot R_{Terra}^{3}}}\,.}

### Легенда
| Символ                          | Размерность                                                     | Определение                                                                  |
| {\displaystyle \theta \,}       | {\displaystyle {\mbox{рад}}\,}                                  | Угловое отклонение положения малых сфер относительно их положения равновесия |
| {\displaystyle F\,}             | {\displaystyle {\mbox{Н}}\,}                                    | Гравитационная сила между массами M и m                                      |
| {\displaystyle G\,}             | {\displaystyle {\mbox{м}}^{3}{\mbox{кг}}^{-1}{\mbox{с}}^{-2}\,} | Гравитационная постоянная                                                    |
| {\displaystyle m\,}             | {\displaystyle {\mbox{кг}}\,}                                   | Масса маленьких сфер                                                         |
| {\displaystyle M\,}             | {\displaystyle {\mbox{кг}}\,}                                   | Масса больших сфер                                                           |
| {\displaystyle r\,}             | {\displaystyle {\mbox{м}}\,}                                    | Расстояние между центрами малых и больших сфер                               |
| {\displaystyle L\,}             | {\displaystyle {\mbox{м}}\,}                                    | Расстояние между центрами двух маленьких сфер                                |
| {\displaystyle \kappa \,}       | {\displaystyle {\mbox{Н}}\,{\mbox{м}}\,{\mbox{рад}}^{-1}\,}     | Коэффициент кручения проволоки                                               |
| {\displaystyle I\,}             | {\displaystyle {\mbox{кг}}\,{\mbox{м}}^{2}\,}                   | Момент инерции коромысла                                                     |
| {\displaystyle T\,}             | {\displaystyle {\mbox{с}}\,}                                    | Период колебаний коромысла                                                   |
| {\displaystyle g\,}             | {\displaystyle {\mbox{м}}\,{\mbox{с}}^{-2}\,}                   | Ускорение силы тяжести на поверхности Земли                                  |
| {\displaystyle M_{Terra}\,}     | {\displaystyle {\mbox{кг}}\,}                                   | Масса Земли                                                                  |
| {\displaystyle R_{Terra}\,}     | {\displaystyle {\mbox{м}}\,}                                    | Радиус Земли                                                                 |
| {\displaystyle \rho _{Terra}\,} | {\displaystyle {\mbox{кг}}\,{\mbox{м}}^{-3}\,}                  | Плотность Земли                                                              |

## Последующие эксперименты
После эксперимента Кавендиша другие учёные повторили эксперимент с той же сборкой, внося улучшения. С середины XIX века и далее проводились опыты с целью определения гравитационной постоянной {\textstyle G}, а не плотность Земли. Эти эксперименты имели следующие особенности:
- Немец Фердинанд Райх повторил измерение плотности Земли с помощью весов, очень похожих на те, которыми пользовался Кавендиш[26], и получил новые значения средней плотности Земли, ρ = 5,49 г/см³[27] в 1837 году и ρ = 5,58 г/см³ в 1852 году[28].
- Фрэнсис Бейли повторил эксперимент с крутильными весами и в 1842 году получил значение ρ = 5,67 г/см³[29]. Его опыты финансировались правительством с целью улучшить измерения Кавендиша. Теория была построена Джорджем Эйри. В его опытах размеры, вес шаров и способ их подвеса варьировались[30].
- Французы Мари Альфред Корню и Баптистин Бай[англ.] нашли в 1873 г.[31] значения ρ в пределах от 5,50 до 5,56 г/см³[12].
- В 1895 году Чарльз Вернон Бойз модифицировал оригинальный инструмент Мичелла и Кавендиша, уменьшив его до 1/18 части, заменив торсионную проволоку, первоначально сделанную из железа, тонкими кварцевыми волокнами диаметром 0,002 мм. Это нововведение позволяет использовать меньшие массы золота (m = 2,7 г, M = 7,5 кг) и меньшее расстояние 15 см[32] при лучшем контроле температурных колебаний и отклонений от уклона земли. Он также разделяет положение пар сфер на 6 дюймов по вертикали, чтобы уменьшить влияние толстой сферы другой пары, и имеет зеркало на плече, отражающее луч света, что позволило определить с помощью телескопа малый угол отклонения[33]. Его измерения дали значение ρ = 5,527 г/см³[34].
- В 1897 году немецкий физик Карл Фердинанд Браун усовершенствовал крутильные весы, поместив их в контейнер, откуда он откачивал воздух, избегая таким образом сквозняков, влияющих на колебания. Он также использовал новый метод. Он расположил большие массы на одной линии с малыми массами коромысла, а затем изменил их расположение на 90°, способ, названный периодом колебаний. В положениях с четырьмя выровненными сферами гравитационное притяжение сокращает период колебаний и удлиняет массы в скрещённых, более удалённых положениях. У него получилось значение ρ = 5,527 г/см³, как и у Бойза[35].
- Метод Брауна также был использован в 1930 году Паулем Ренно Хейлом с различными материалами (золото, платина и стекло) и получил среднее значение плотности Земли ρ = 5,517 г/см³[36]. Он повторил эксперимент в 1942 году вместе с Петером Хшановски, и получили значение ρ = 5,514 г/см³, проводя эксперимент с разными проволоками[37]. Наконец, Габриэль Г. Лютер и Уильям Р. Таулер в 1982 г. использовали вольфрамовые сферы массой 10,5 кг и получили очень точное значение[38][39].
- В 2008—2010 годах были опубликованы результаты ещё трёх экспериментов. Хотя авторы каждого из них заявляют о высокой точности полученного значения, их результаты различаются на величину больше заявленных экспериментальных погрешностей[40].
- В 2021 году эксперимент был повторён на золотых шариках диаметром 2 мм и массой всего 90 мг. Сила, действующая между ними, не превышала 10−13 Н[41].

| Год             | Экспериментаторы                | Описание | Плотность Земли, г/см³ | Гравитационная постоянная, 10−11 м³/(кг·с²) |
| --------------- | ------------------------------- | --- | ---------------------- | ------------------------------------------- |
| 1837—1847, 1852 | Ф. Райх                         | Провёл две серии опытов. | 5,58                   | 6,70±0,04                                   |
| 1843            | Ф. Бейли                        | Было проведено 2000 опытов | 5,6747±0,0038.         | 6,63±0,07                                   |
| 1873            | А. Корню и Ф. Бейли             | При помощи более совершенного прибора, составленного из алюминиевого стержня, маленьких платиновых шариков и больших стеклянных шаров, наполненных ртутью | 5,50—5,58.             | 6,64±0,017                                  |
| 1880            | Ф. Йолли                        | Использовал обыкновенные рычажные весы. | 5,692 ± 0,068          | 6,58                                        |
| 1887            | И. Вильзинг                     | Вместо горизонтального стержня, отклоняемого тяжёлыми шарами в опытах Кавендиша, он использовал вертикальный.                                             | 5,594 ± 0,032          | 6,71                                        |
| 1895            | Ч. Бойс                         | Улучшил измерения уменьшив размер установки. | 5,5270                 | 6,66 ± 0,007                                |
| 1930            | П. Хейл                         | | 5,517                  | 6,670 ± 0,005                               |
| 1942            | П. Хейл и П. Хржановский        | | 5,514                  | 6,673 ± 0,003                               |
| 1982            | G. Luther и W. Towler           | | 5,617                  | 6,6726 ± 0,0005                             |
| 2000            | Университет Вашингтона в Сиэтле | | 5,6154                 | 6,67390                                     |
| 2018            | CODATA                          | |                        | 6,674 30(15)                                |